# Lida
Lida (hviderussisk: Ліда, tr. Lida; russisk: Лида) er en by i Hrodna voblast i Hviderusland. Byen ligger 150 km vest for Minsk og har 99.086(2014) indbyggere. Lida er en industriby, der producerer landbrugsmaskiner, elektriske apparater og næringsmidler. Byen blev grundlagt som en fæstning i 1300-tallet, og voksede derefter til en by. Lida var russisk fra 1795 til 1919, tilhørte Polen fra 1919 til 1945 og Sovjetunionen fra 1945 til 1991.